# Abd Allah ibn Wahb al-Rasibi
 (février 2024).
Si vous disposez d'ouvrages ou d'articles de référence ou si vous connaissez des sites web de qualité traitant du thème abordé ici, merci de compléter l'article en donnant les références utiles à sa vérifiabilité et en les liant à la section « Notes et références ».
 (février 2024).
ʿAbd Allāh ibn Wahb al-Rāsibī (en arabe : عَبْدُ الله بِنْ وَهْب ٱلرَّاسِبِي ; mort le 17 juillet 658) était un leader élu par les kharijites. Il vient de la tribu Bajīla, c'est un "successeur", qui a appris la religion musulmane des compagnons du prophète.
ʿAbd Allāh s'est battu sous les ordres de Sa`d ibn Abi Waqqas dans la conquête de l'Irak. Il a pris part pour Ali à la bataille de Ṣiffīn (657) et a fait partie de ceux qui s'opposent à l'arbitrage et se retrouvent à Ḥarūrāʾ en Irak. Ceux-ci sont ensuite retournés à Koufa où ʿAbd Allāh est élu "émir" (commandant) et non comme écrits parfois comme calife (successeur de Mahomet. Ils marchent ensuite en mars 658 contre Ali qui les déroute à Nahrawān le 17 juillet (9 Ṣafar 38 AH). ʿAbd Allāh est tué dans la bataille.